# Jüdischer Friedhof (Brtnice)

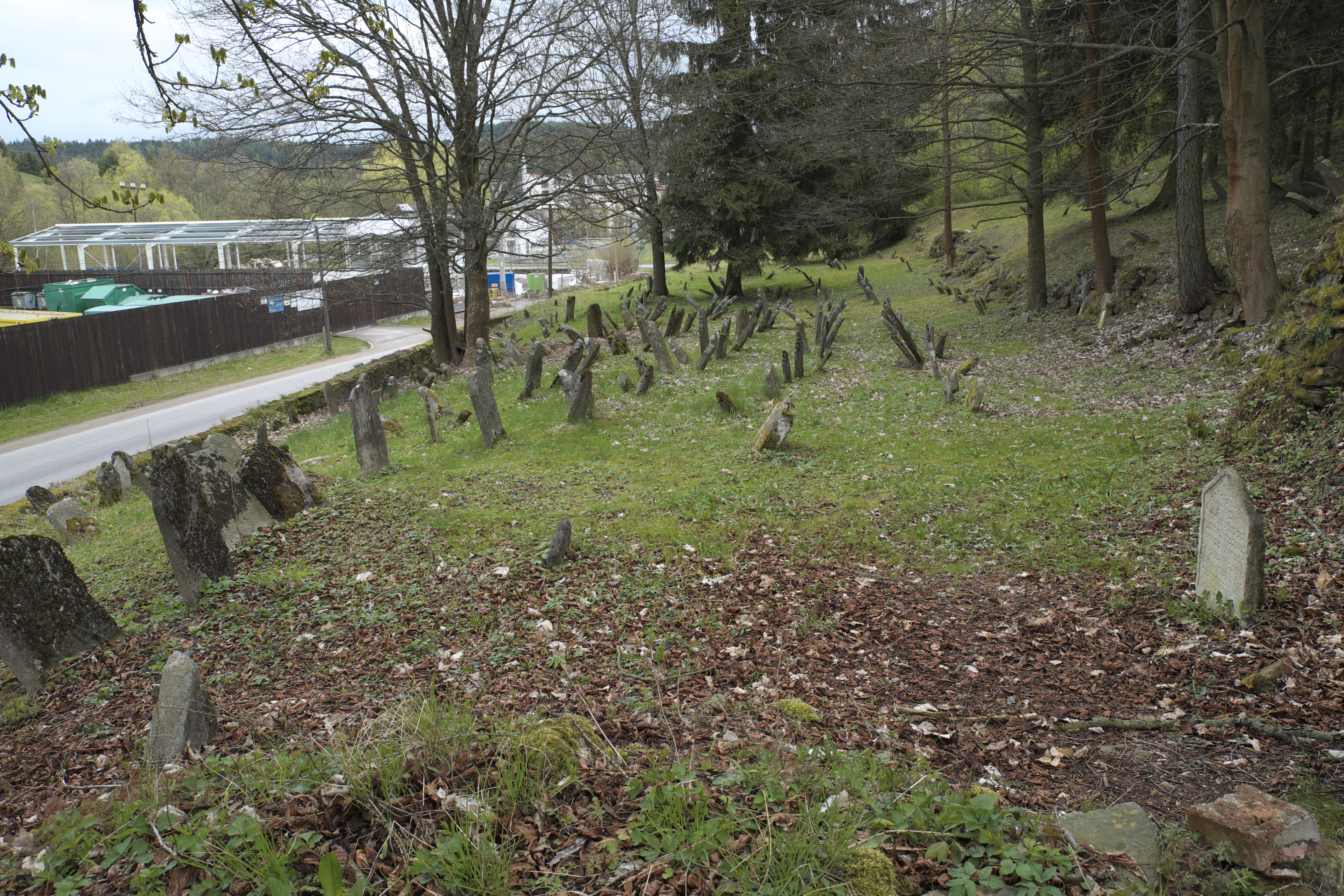
Jüdischer Friedhof in Brtnice, alter Teil

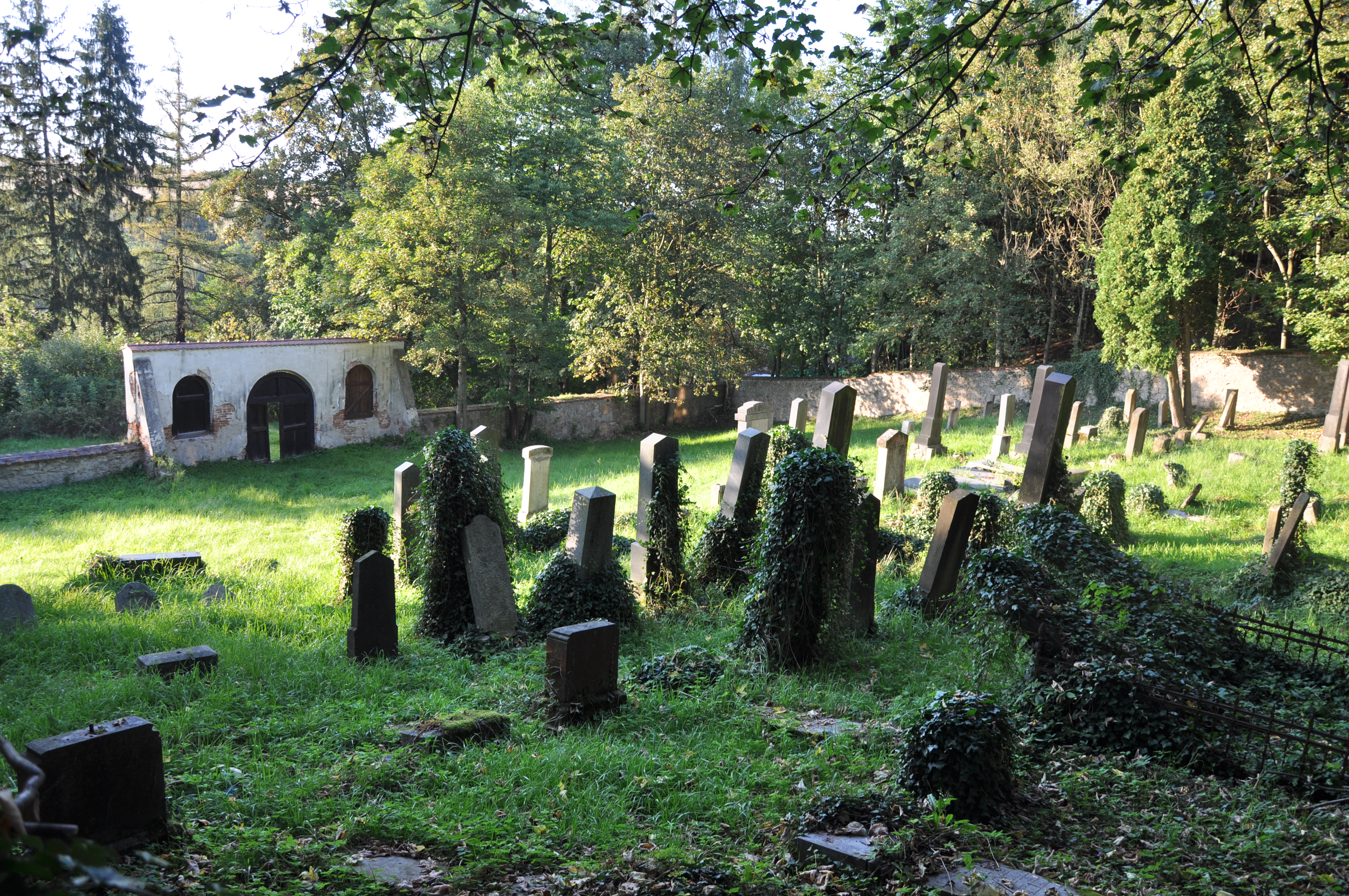
Jüdischer Friedhof in Brtnice, neuer Teil

Der Jüdische Friedhof in Brtnice (deutsch Pirnitz), einer Stadt im Okres Jihlava in der Kraj Vysočina (Tschechien), wurde in der zweiten Hälfte des 16. Jahrhunderts errichtet.

## Geschichte
Der weit vor dem Ort gelegene jüdische Friedhof ist seit 1988 ein geschütztes Kulturdenkmal. Der Friedhof war als Ersatz für den auf Anweisung der Obrigkeit eingeebneten älteren Friedhof (nahe der Pfarrkirche) angelegt worden. Auf dem Friedhof befinden sich heute noch circa 250 Grabsteine (Mazevot).